# Корниенко, Александр Сергеевич
Алекса́ндр Серге́евич Корние́нко (укр. Олександр Сергійович Корнієнко; род. 12 мая 1984, Киев, УССР, СССР) — украинский политический деятель. Первый заместитель председателя Верховной рады Украины с 19 октября 2021 года. Глава партии «Слуга народа» с 3 августа 2019 года до момента собрания Верховной Рады IX-го созыва и назначения главы фракции.
Глава предвыборного штаба партии «Слуга народа», № 7 в списке партии.

## Биография
Родился 12 мая 1984 года в Киеве. В 2001—2007 годах учился в Киевском политехническом институте, где получил квалификацию магистра химической технологии и инженерии. С 2008 по 2010 год проходил обучение в Висбаденской академии психотерапии (Германия) и в Украинском институте позитивной психотерапии, где получил квалификацию базового консультанта по позитивной психотерапии. С 2015 по 2019 год изучал психологию в проекте неформального образования «Экзистенциальный коучинг» (на курсе Юрия Кравченко). Женат. Вместе с женой воспитывают дочь.

## Деятельность
В 2001—2003 годах — журналист журнала «Молоко», сайта music.com.ua;
В 2003—2004 годах — редактор Всеукраинской молодёжной газеты «Молодая гвардия»;
В 2004—2006 годах — основатель и издатель независимой студенческой газеты «Студентка»;
В 2005—2008 и 2011—2013 годах был концертным директором и менеджером украинской рок-группы Крихітка (экс-Крихітка Цахес)
В 2006—2008 годах — исполнительный продюсер творческого объединения «Последняя баррикада», в рамках которого организовал ряд художественных акций и фестивалей, в частности, День Независимости с Махно.
Соучредитель молодёжной организации «СИМ — Союз инициативной молодежи», которая занималась неформальным образованием и креативным досугом молодёжи (2005—2010)
С 2015 года — председатель Наблюдательного совета ОО «Биржа молодёжных проектов»;
В 2016—2018 годах помогал проекту GoCamp by GoGlobal, занимался организацией приезда в Украину 1000+ иностранных волонтеров для участия в пришкольных языковых лагерях.
С 2008 по 2010 год работал социальным тренером. Провел более 100 обучающих мероприятий для молодежи и студентов.
В 2010—2019 годах — бизнес-тренер, консультант по развитию. Работал со всемирно известными международными и украинскими компаниями. Построил успешный бизнес в сфере обучения и развития команд. Начал новое направление в сфере обучения персонала — бизнес-игры.
В апреле 2019 года принял решение о завершении карьеры бизнес-тренера и выхода из бизнеса.

## Политическая деятельность
В 2004—2005 годах — активный участник студенческого протестного движения во время Оранжевой революции.
С 2006 года — политическое консультирование на избирательных кампаниях. Работал с разными силами и кандидатами. После событий революции достоинства — только с новыми силами и кандидатами. В 2015 году работал в штабе кандидата на должность городского головы Николаева от партии «Самопомощь» Александра Сенкевича.
С ноября 2018 — в команде Владимира Зеленского. Координировал волонтёрский проект «ЗеКоманда», который набрал рекордное количество наблюдателей-волонтёров. Также организовывал работу по наполнению избирательных комиссий — проект «День выборов».
2 апреля 2019 года принял решение идти в политику вместе с Владимиром Зеленским и «ЗеКомандой».
С мая 2019 — руководитель предвыборного штаба партии «Слуга народа», кандидат в народные депутаты Украины от партии «Слуга народа».
С 3 августа 2019 года — председатель партии «Слуга народа» из-за того, что Дмитрий Разумков с 29 августа стал главой Верховной Рады, а Давид Арахамия стал главой фракции.
На местных выборах 2020 года возглавлял технологический штаб партии «Слуга Народа», был занят поиском и координацией политтехнологов.
7 декабря 2020 года включён в список украинских физических лиц, против которых российским правительством введены санкции.